# Wallerstein (Baviera)
Wallerstein é um município da Alemanha, localizado no distrito de Donau-Ries, no estado de Baviera.